# Chepachet, Rhode Island
Chepachet, Rhode Island (енгл. Chepachet) насељено је место без административног статуса у америчкој савезној држави Роуд Ајланд.

## Демографија
По попису из 2010. године број становника је 1.675.
| Група             | 2000.    | 2010.         |
| Белци             | 0 (0,0%) | 1.613 (96,3%) |
| Афроамериканци    | 0 (0,0%) | 2 (0,1%)      |
| Азијати           | 0 (0,0%) | 14 (0,8%)     |
| Хиспаноамериканци | 0 (0,0%) | 29 (1,7%)     |
| Укупно            | 0        | 1.675         |